# Stephansplatz
Pour les articles homonymes, voir Stephansplatz (homonymie).

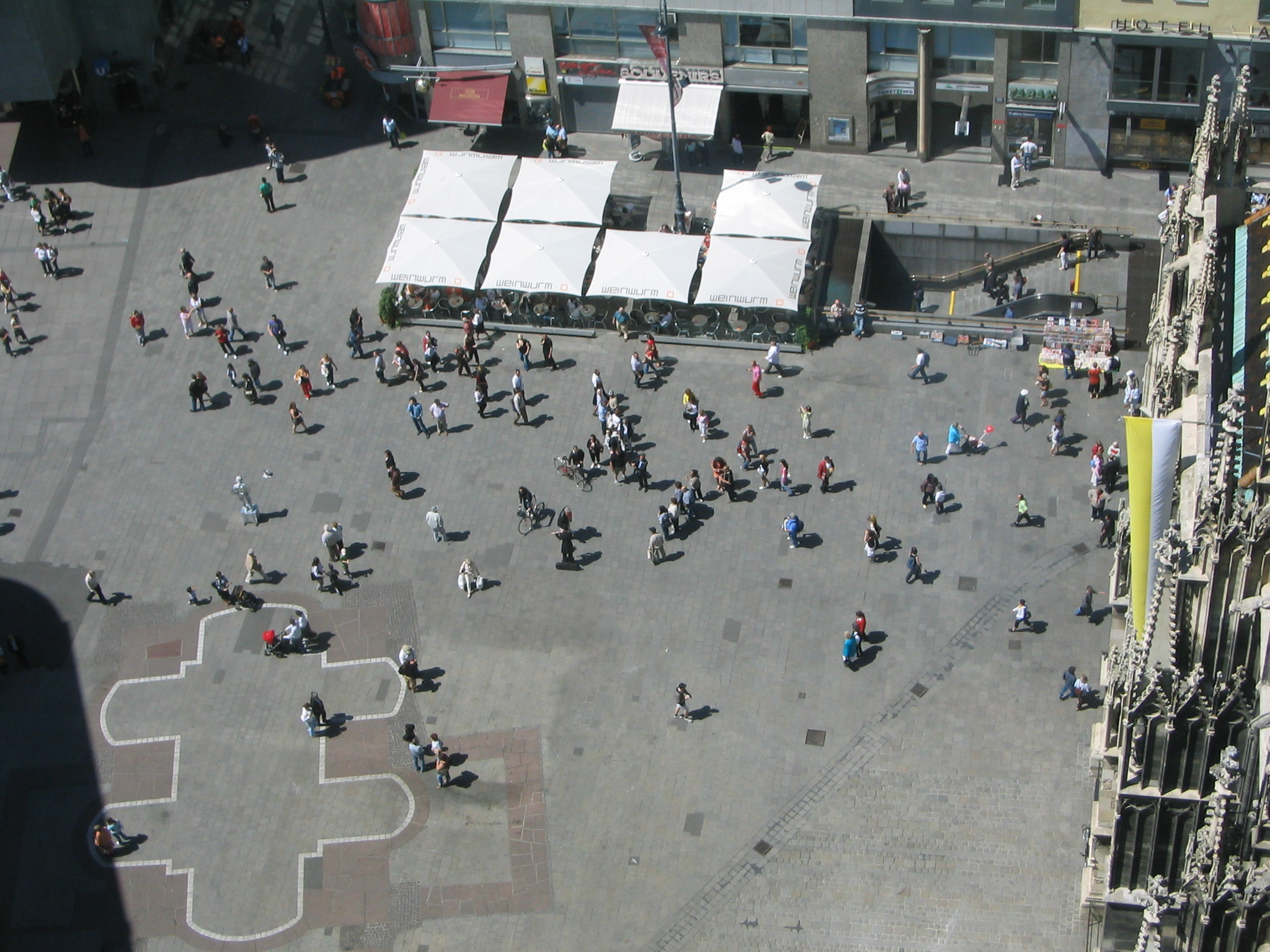
La Stephansplatz vue depuis la cathédrale.

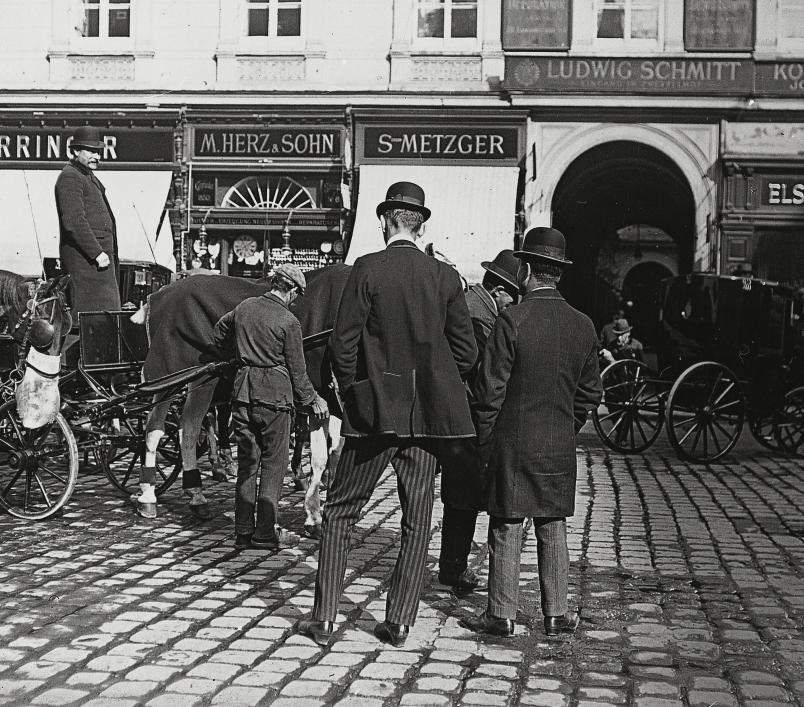
Station de calèches sur la Stephanplatz, photographiée par Emil Mayer entre 1905 et 1914.

La Stephansplatz, (en français : Place Saint-Étienne), est la place centrale de la capitale autrichienne Vienne. Elle est le départ du kilomètre zéro des distances à destinations des limites nationales de l'Autriche. Au centre de la place s'élève la Cathédrale Saint-Étienne de Vienne.
La Stephansplatz est l'endroit choisi pour construire la cathédrale. Les travaux débutent en 1137, et l'édifice religieux est consacrée en 1147, en présence de Conrad III d'Allemagne, Othon de Freising, ainsi que d'autres nobles allemands prêts à partir pour la deuxième croisade. La cathédrale est ensuite agrandie de 1230 à 1245 sur le terrain de la Stephansplatz. D'autres bâtiments s'élèvent alors sur cet espace : une maison de protonotaire mentionnée en 1214 ainsi qu'une aumônerie en 1214 également ; une maison de l'Ordre Teutonique indiquée en 1222 ainsi qu'un presbytère en 1222 et une école mentionnée en 1237. Un cimetière existe à cette époque médiévale sur la Stephansplatz, à côté de la cathédrale, dans lequel s'élève l'ancienne chapelle de la Madeleine.
En 1529, la Stephansplatz devient un lieu de convergence de la résistance autrichienne sous l'autorité de l'empereur Ferdinand Ier du Saint-Empire, lors du siège de Vienne par les troupes de l'Empire ottoman conduites par Soliman le Magnifique.
La Stephansplatz devient ainsi le lieu central de Vienne. Dès le XVIIe siècle, les bâtiments jouxtant la cathédrale sont démolis et la place prend forme.
En 1945, la cathédrale subit une grave incendie et les maisons environnantes sont gravement endommagées par les bombardements de la Seconde Guerre mondiale.
Après la guerre, la Stephansplatz est remaniée. Re-découverte de la chapelle souterraine de La Madeleine, lors de la construction du métro de Vienne en 1973. Le 18 novembre 1978, est inaugurée la station Stephansplatz du métro viennois. Des architectes réalisent de nouveaux bâtiments autour de cette place historique, notamment l'immeuble Haas, conçu par l'architecte Hans Hollein en 1990.

## Iconographies

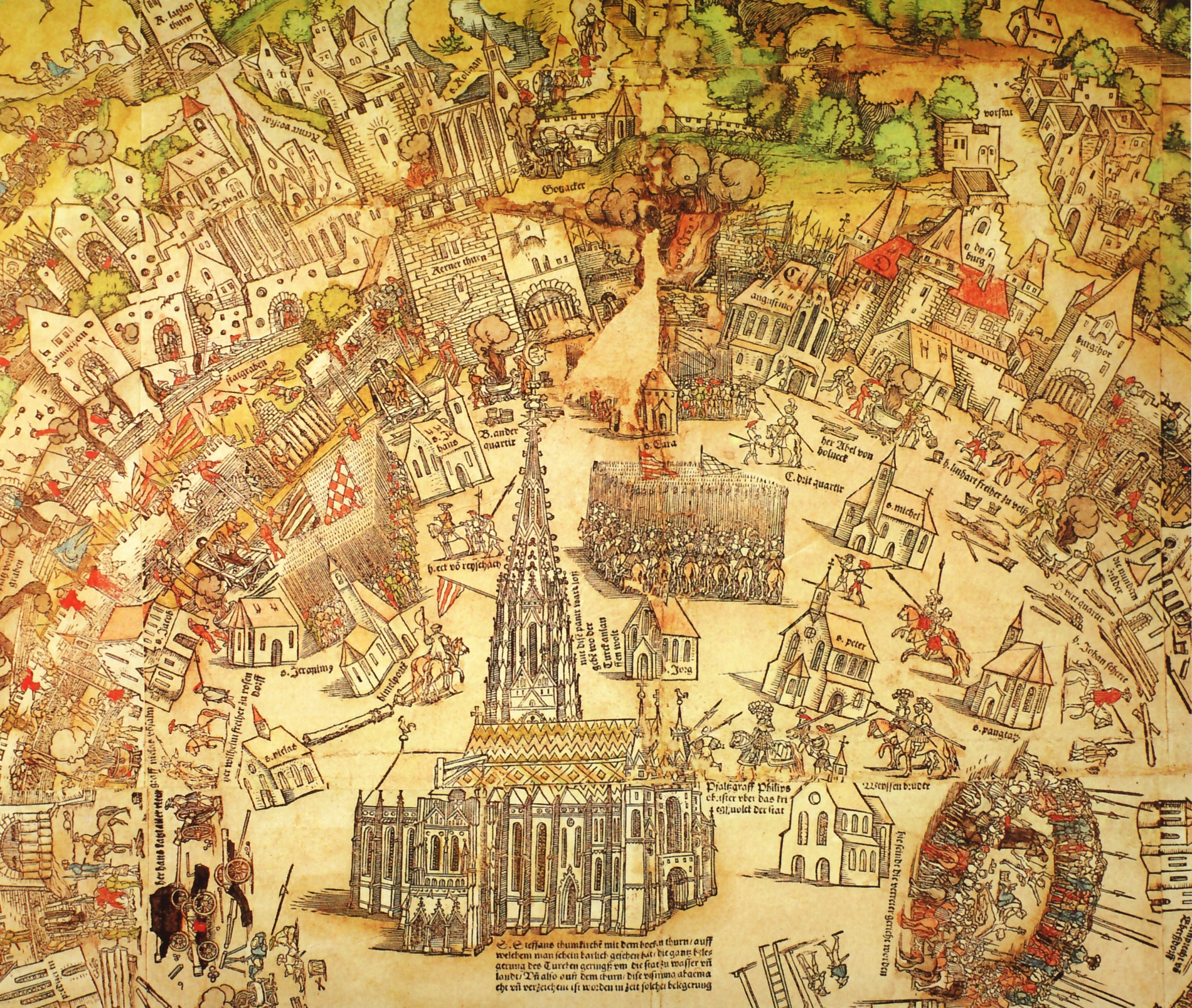
La Stephansplatz et la cathédrale sous le 1er siège ottoman en 1529.
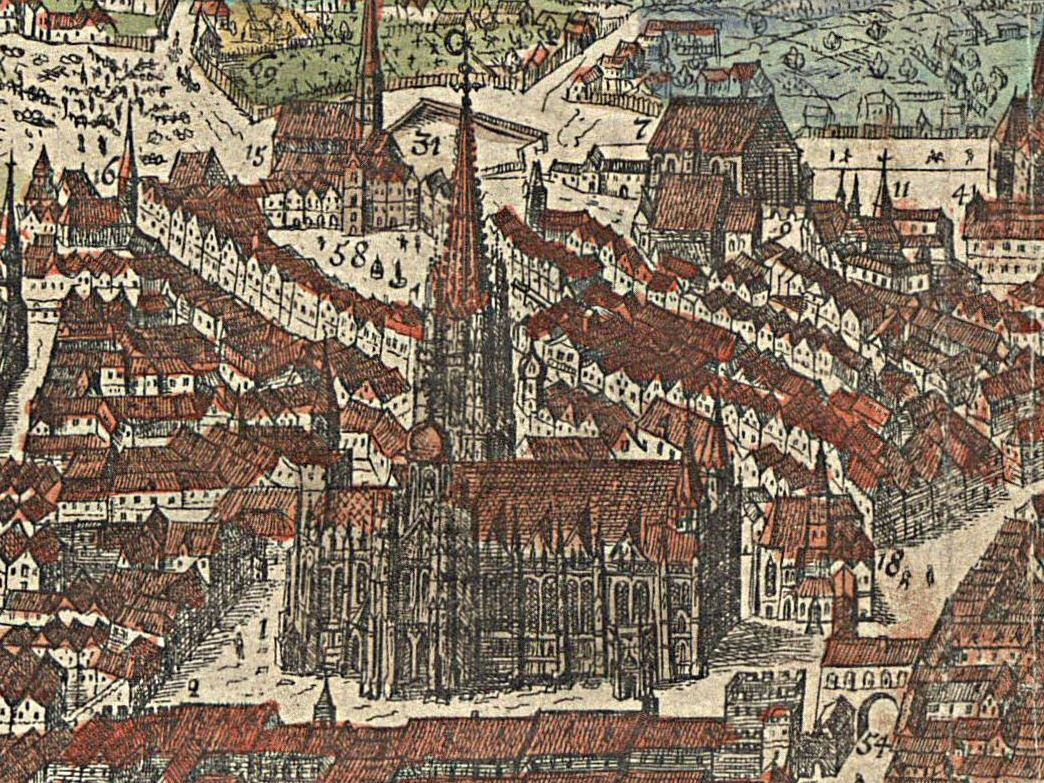
La Stephansplatz au début du XVIIe siècle.
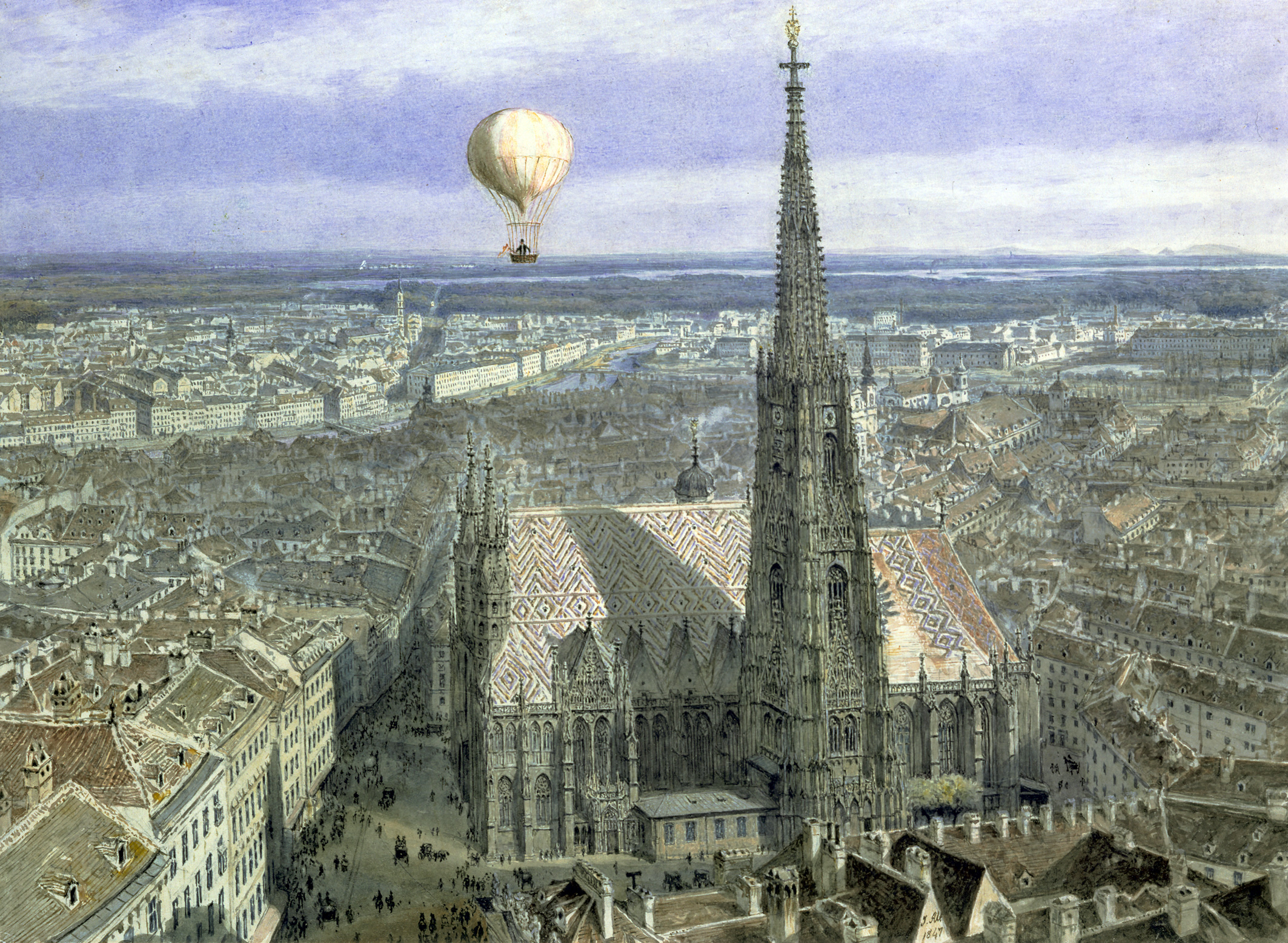
Vue aérienne de la Stephansplatz et de la cathédrale en 1847.
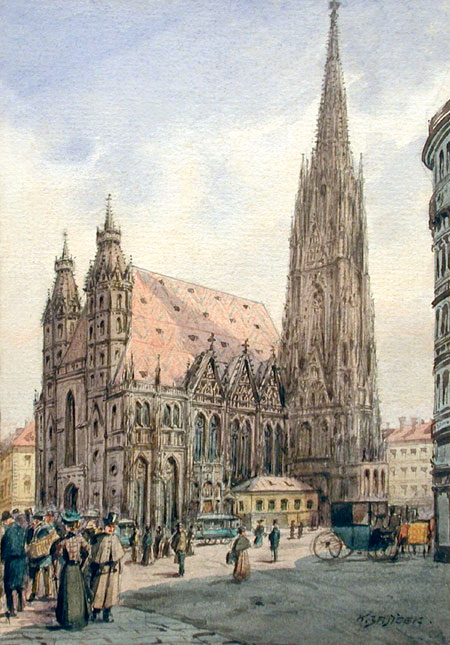
La Stephansplatz et la cathédrale vers 1900.
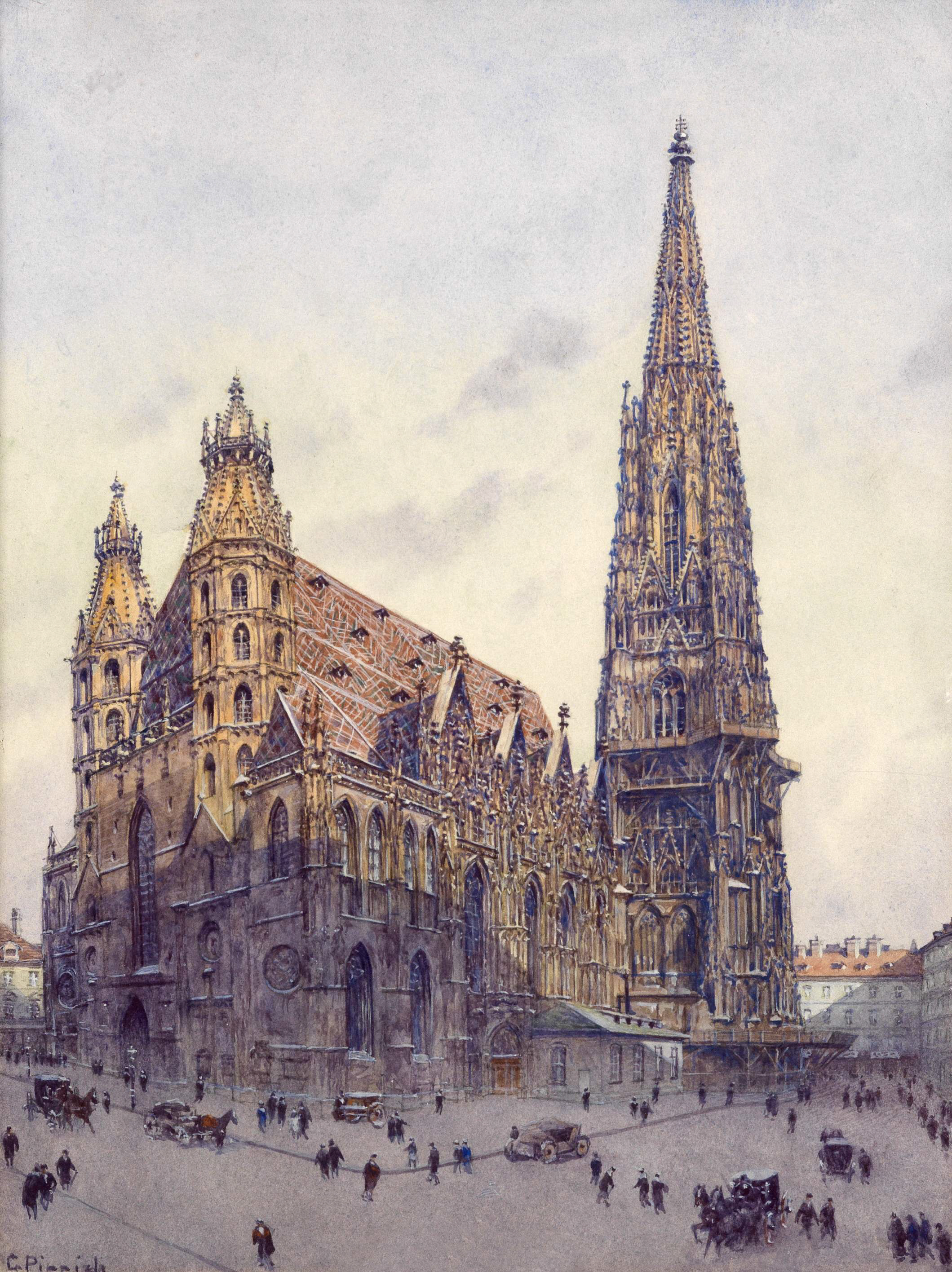
La Stephansplatz et la cathédrale en 1931.